# Pfarrkirche Nondorf an der Wild

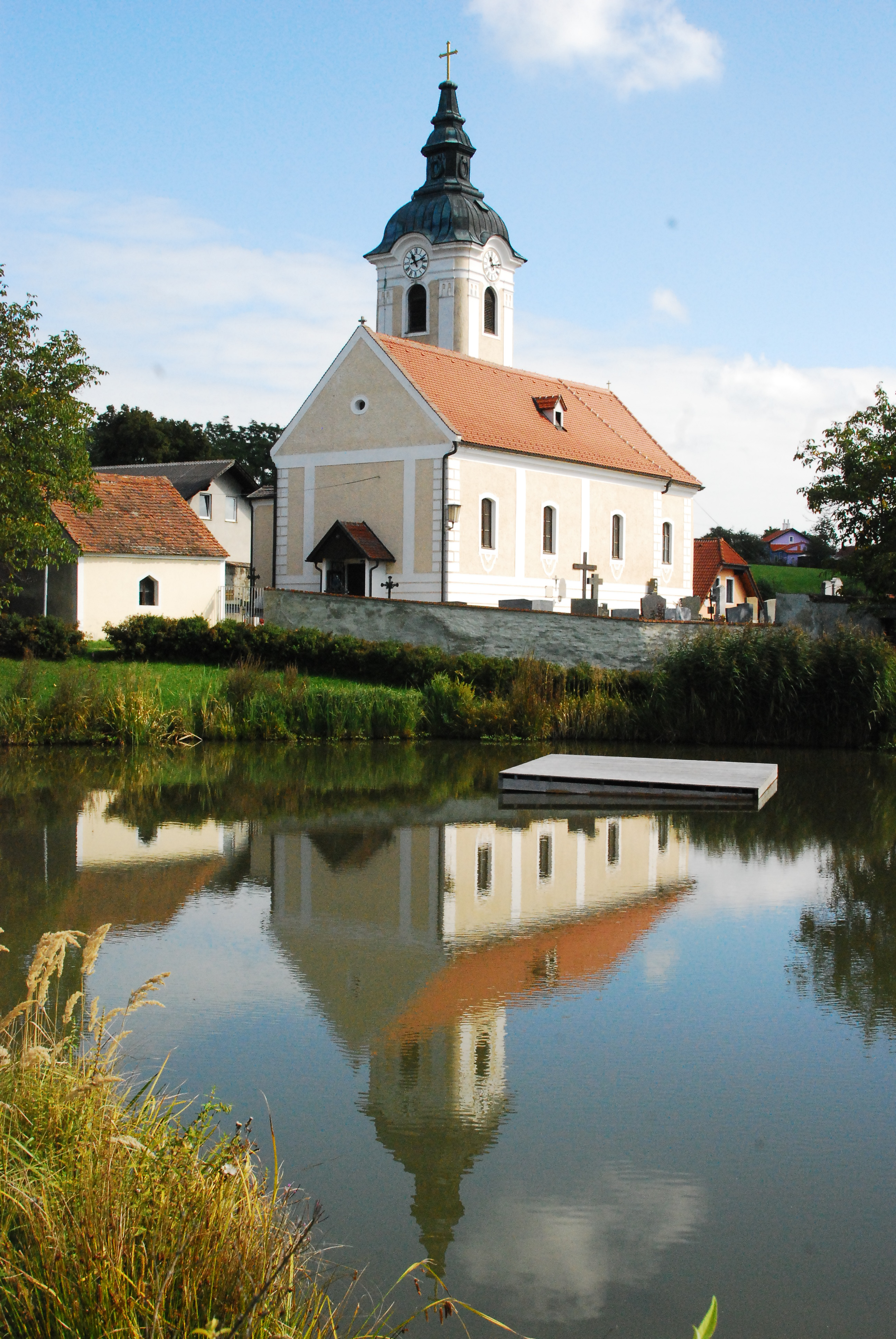
Katholische Pfarrkirche Mariä Geburt in Nondorf an der Wild

Die römisch-katholische Pfarrkirche Nondorf an der Wild steht etwas erhöht im Norden der Ortschaft Nondorf an der Wild in der Marktgemeinde Irnfritz-Messern im Bezirk Horn in Niederösterreich. Die dem Patrozinium Mariä Geburt unterstellte Pfarrkirche – dem Stift Geras inkorporiert – gehört zum Dekanat Geras in der Diözese St. Pölten. Die ehemalige Wehrkirche und der Friedhof stehen unter Denkmalschutz (Listeneintrag).

## Geschichte
Die Pfarre entstand nach 1100, wurde 1240 urkundlich genannt und ging um 1600 unter. Um 1782/1783 wurde die Pfarre vom Stift Geras aus wieder errichtet und inkorporiert. 1974/1975 wurde die Kirche restauriert.

## Architektur
Der schlichte im Kern romanische Kirchenbau hat einen eingezogenen korbbogig geschlossenen Chor und einen mittelalterlichen Turm. Der umliegende Kirchhof ist mit einer Bruchsteinmauer eingefriedet.
Das Kirchenäußere zeigt das Langhaus und den Turm mit geböschten Mauern vom gotischen Vorgängerbau, er zeigt ein gebändertes Sockelgeschoß, Lisenengliederung und Eckputzquaderung von der barocken Umgestaltung, die leicht geschwungenen Fenster haben Putzschabracken, das Traufgesims ist profiliert. Der quadratische Turm besteht im unteren Bereich aus Bruchsteinmauerwerk, in der mittleren Ebene regelmäßig gelegt, nach Norden gibt es Schartenfenster, runde profilierte Schallfenster, ein gekehltes Traufgesims und Uhrengiebel, er trägt eine barocke Zwiebelhaube mit Laterne. Der Chor und die nördliche Sakristei entstanden 1767. Im Apsisscheitel des Chores befindet sich eine Rundbogennische mit der Figur der Maria Immaculata aus der Mitte des 18. Jahrhunderts.
Das Langhaus ist in drei Joche gegliedert und überspannt mit einer Stichkappentonne, die auf Gurten und Wandpfeilern mit profilierten Kämpfern lastet. Die Westempore auf einer korbbogigen Unterwölbung ist mit einer marmorierten Brüstung ausgestattet. Das Turmuntergeschoß hat ein Tonnengewölbe aus dem 14./15. Jahrhundert. Die Sakristei hat ein Klostergewölbe, auf dem die vier Evangelistensymbole und das Lamm Gottes dargestellt sind, gemalt von Willy Hengl 1948.

## Ausstattung
Der marmorierte Ädikulaaltar wurde von Josef Furtner und Dominik Fantner 1923 umgestaltet.
Unter der Empore gibt es ein eingebautes trommelförmiges Taufbecken aus dem 15. Jahrhundert.
Die Kreuzwegbilder schuf Engelbert Daringer 1952.
Die Orgel mit einem Gehäuse in Formen der Neurenaissance ist ein Werk von Josef Huber 1950. Eine Glocke nennt Mathias Prininger 1694.

## Grabdenkmäler
- An der Friedhofsmauer eine Inschrifttafel Philipp Profess. Gerecensis 1794.